# Mortadella Bologna
Mortadella Bologna é uma Indicação Geográfica Protegida da Itália. Segundo esta designação, a Mortadella Bologna, de suíno puro, é um enchido cozido, de forma cilíndrica ou oval, de cor rosa e perfume intenso. Na sua preparação, são usadas apenas carnes e gorduras de elevada qualidade, trituradas de forma adequada, por forma a se obter uma pasta fina. Ao ser fatiada, a superfície deve apresentar-se aveludada, com uma cor rosa viva e uniforme. Emana um perfume particular e aromático, sendo o seu sabor típico e delicado.
A zona de produção é extensa, incluindo as regiões de Emília-Romanha, Piemonte, Lombardia, Véneto, Marche, Toscânia, Lácio e Trento.